# Jacques Bringuier
Pour les articles homonymes, voir Bringuier.
Jacques Bringuier né à Béziers en 1925 est un peintre et graveur français.

## Biographie
Jacques Bringuier naît à Béziers en 1925. Il entre à Sciences Po Paris en 1945, puis est admis aux Beaux-Arts de Paris en 1947 dans l'atelier de Nicolas Untersteller. Il fréquente l'atelier de fresque de Pierre-Henri Ducos de La Haille, les ateliers de Fernand Léger et Georges Braque.
Jacques Bringuier rencontre Pablo Picasso à Vallauris en 1949.
Il s'installe à Sète en 1952 et vivra ensuite à Montpellier et à Colombières-sur-Orb, où il réside actuellement.

## Expositions
- 1950 : hall du journal Midi Libre, Béziers.
- 1952 : fresques de la chapelle Notre-Dame-de-la-Salette, Sète
- 1960, 1964, 1968 : galerie Denise Riquelme, Paris (peintre de la galerie avec Debré, Bernard Rancillac, Germain).
- 1965 : galerie l’Atelier, Toulouse.
- 1967 : galerie l’Atelier 21, Melun.
- 1970 : château de Rouy, Vesvres.
- 1973 : galerie Perna, Milan.
- 1975 : galerie Denise Riquelme, Madrid.
- 1976 : Centre culturel, Sète.
- 1977 : maison de la culture, Le Havre.
- 1978 : théâtre municipal, Béziers.
- 1980 : musée Fabre, Montpellier.
- 1982 : galerie l’Atelier contemporain, Anduze.
- 1983 : galerie Margall, Montpellier.
- 1987 : galerie Octant, Hôpital de la Colombière, Montpellier.
- 1992 : galerie du Haut Palmier, Montpellier.
- 1993 : galerie Mercure (invité par Yves Rouquette pour la signature de Cathares), Béziers.
- 1994 : église des Dominicains (invité par Marie-Thérèse Granier, organiste), Montpellier.
- 1995 : salle Gustave-Fayet, Sérignan.
- 1996 : église des Dominicains, gravures, Montpellier.
- 2004 : espace Paul-Riquet, Béziers.
- 2008 : espace d'art contemporain, Bédarieux[1].

## Collections publiques
- Marseille, musée Cantini.
- Paris, musée d'Art moderne de Paris.
- Sète :
  - arthotèque.
  - musée Paul-Valéry.
- Toulouse, musée des Augustins.

## Œuvres dans l'espace public
- Agen - Chapelle de l’Institution Notre-Dame / Fresque
- Bagnères-de-Bigorre, Hautes-Pyrénées - Collégiale Saint-Vincent / Peinture murale, 1968
- Béziers - Église Saint-Jacques  / Fresques (détruites)
- Béziers - Chapelle du château de Poussan-le-Haut / Fresques
- Cantaous-Tuzaguet, Hautes-Pyrénées - Église du couvent Saint-Joseph / Fresques, 1958
- Chamalières, Puy-de-Dôme - Chapelle / Fresques
- Châteauneuf-de-Randon, Lozère / Cadran solaire[2]
- Clermont-Ferrand - Hôpital Sainte-Marie / Peinture
- Colombières-sur-Orb - Chapelle Sainte-Colombe / Fresques[3], 1950
- Cusset - Peinture murale
- Le Passage-d'Agen, Lot-et-Garonne - Chapelle de l'hôpital de la Candélie / Peinture murale, 1968
- Le Passage-d'Agen, Lot-et-Garonne - Église Sainte-Jehanne-de-France du Passage / Fresques - bas-relief en bronze[4], 1967
- Limoux, Aude - Hôpital psychiatrique / Peinture murale
- Massac-Séran, Tarn - Église Saint-Martin / Fresques, 1958
- Mézin / Sculpture
- Montpellier - Maison des Professions Libérales / Peinture murale[5]
- Montpellier - École Maternelle / La Paillade
- Montpellier / LEP de la Mosson
- Montpellier - Institution Nazareth / Vitraux
- Moulis, Ariège - Église / Fresques
- Nevers, Nièvre / Lycée Jules-Renard
- Nice - Église Saint-André / Vitraux
- Orgibet, Ariège - Église / Fresques
- Paris - Conservatoire National de Musique / Toile marouflée
- Réquista, Aveyron - Chapelle de la Clause / Fresques
- Saint-Martin-de-l’Arçon - Chapelle / Fresques[6]
- Sète - Chapelle Notre-Dame-de-la-Salette - Mont Saint-Clair / Fresques[7], 1952
- Sète - Chapelle des Sœurs Dominicaines / Fresques
- Sète - Compagnie des Bateaux à Vapeur du Nord / Peinture murale (détruite)
- Sète - École Maternelle - / Peinture murale
- Toulouse - Église de la Sainte-Famille / Peinture murale
- Vichy - Casino - Peinture murale / Toile marouflée
- Villefranche-de-Rouergue - Crypte de la chapelle Sainte-Émilie-de-Rodat / Fresque[8]

## Illustrations
- Les Cahiers de Garlaban, 1992[9].
- Macule, recueil de dessins à l'encre, 2017[10].